# إرنست سيمون غلاسر
إرنست سيمون غلاسر هو عازف تشيلو نرويجي، ولد في 1975 في أوليسوند في النرويج.